# Petar Franjić (calciatore 1991)
Petar Franjić (Zagabria, 21 agosto 1991) è un calciatore croato, attaccante del Ravnice Zagabria.

## Carriera

### Club
Il 17 agosto 2015 viene acquistato dal RNK Spalato.

## Palmarès

### Competizioni nazionali
- Coppa di Slovenia: 1

Domžale: 2016-2017